# Een trui voor kip Saar
Een trui voor kip Saar is een korte film, geproduceerd in het kader van Gast van het jaar voor het Nederlands Film Festival 2007. De gast van het festival wordt in de gelegenheid gesteld om iets speciaals te doen. Burny Bos koos dit jaar ervoor om een kinderboekje dat hij ooit schreef om te laten zetten in een korte film. Gedurende de eerste vier dagen van het festival werd er een deel van het verhaal verfilmd en gemonteerd. Gedurende de opnamedagen werd 's avonds het deelresultaat getoond en besproken tijdens de talkshow, gepresenteerd door Matthijs van Nieuwkerk. Na vier dagen volgde de montage, de muziekcompositie en de mixage. Aan het eind van het festival beleefde de film zijn première.
De film is gedraaid met de Viper Film Stream in Cinemascope.